# Garnier (Schifffahrt)

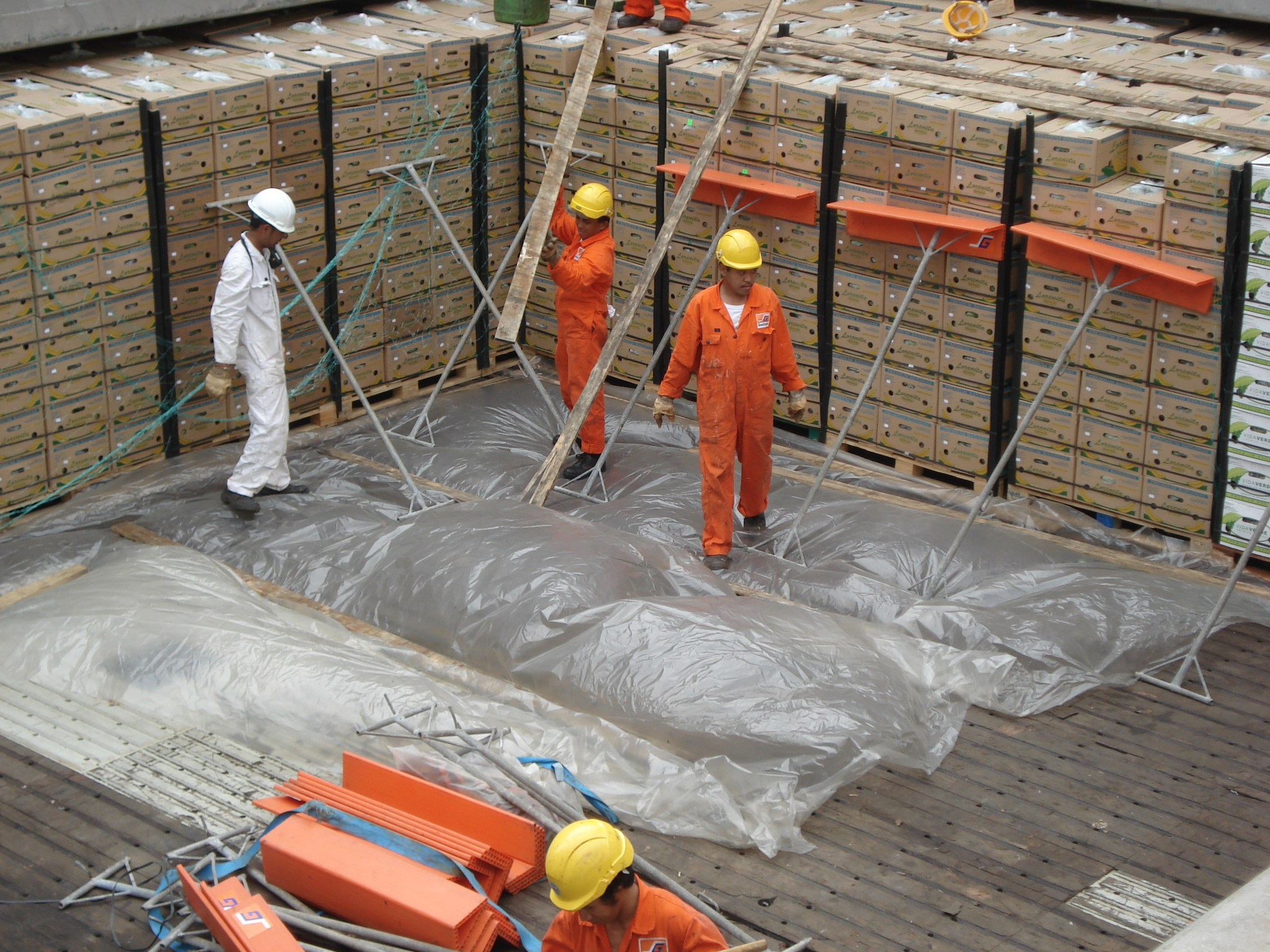
Kunststofffolie und Bretter in einem Kühlschiffsladeraum

Unter Garnier (englisch dunnage) versteht man in der Seeschifffahrt das Material, welches beim Stauen und Separieren der Ladung im Laderaum verwendet wird. Der Gebrauch von Garnier soll die Ladung (insbesondere Stückgutladung) vor allen Arten mechanischer Beschädigung oder Schäden durch Laderaumfeuchtigkeit schützen.
Der Hauptbestandteil des Garniers ist normalerweise Stauholz in Brettern, mit dem die Bodenwegerung oder Tankdecke, die Laderaumdecks, Teile der Laderaumseiten und Laderaumstützen von der zu stauenden Ladung ferngehalten werden. Je nach Art der Ladung und Ausführung des Laderaums werden bei einigen Ladungen stattdessen auch Sackleinenbahnen (Rappeltuch), feste Pappe oder Kunststoff verwendet.

## Anwendung
Entsprechend der Anwendung unterscheidet man Boden-Garnier, Seiten-Garnier und Topp-Garnier. Boden-Garnier hat die Aufgabe, Schweißwasser und andere Flüssigkeiten zu den Bilgen bzw. Brunnen bei gleichzeitigem Schutz der Güter abzuleiten und die Ladung vor Nässe und Schmutz auf Decks bzw. Wegerung zu schützen.
Wenn erforderlich, besteht ein Boden-Garnier aus parallel zueinander liegendem Stauholz, das wegen des allgemein vorhandenen Gefälles durch Trimm oder Sprung in Längsschiffsrichtung verlegt wird. Die Abstände richten sich nach der Ladungsverpackung. Diese Abstände dürfen nur so groß sein, dass die Güter durch den Stapeldruck nicht in die Zwischenräume gedrückt werden und kein zu großes Biegemoment auf sie wirkt. Bei empfindlichen Gütern und extrem ungünstiger Beschaffenheit des Laderaumbodens wird die Höhe des Garniers durch eine zweite um neunzig Grad versetzte Lage Stauholz ergänzt, genannt Kreuzgarnier. Das Stauholz wird weiterhin verkleidet mit Papier, Reisstrohmatten oder Jutebahnen. Die Matten geben Schutz gegen Feuchtigkeit, Schmutz und mechanische Beeinträchtigungen, Ölpapier gegen Schmutz und Feuchtigkeit. Einfaches Papier in unterschiedlichen Stärken bietet nur Schutz gegen Verschmutzung. Seiten-Garnier schützt die Ladung vor mechanischen Beschädigungen an Schiffsteilen wie Spanten und Kontakt mit Metallteilen, an denen sich Kondenswasser bilden könnte, sowie vor eventuell verschmutzten Schiffsteilen. Verwendet werden Matten aus unterschiedlichen natürlichen und künstlichen Materialien. Durch die fast immer vorhandenen Schweißlatten erübrigt sich für gewöhnlich ein Seiten-Garnier. Topp-Garnier schützt die Ladung vor herabtropfendem Kondenswasser oder herabfallendem Schmutz. Zu diesem Zweck werden die Ladungsgüter mit diversen Matten und/oder Papierbahnen abgedeckt. Matten aus natürlichen Materialien, wie Reisstrohmatten und Matten aus Palmgeflecht, haben sich aufgrund ihrer Faserstruktur bewährt, da sie Kondenswasser gut aufnehmen und wieder durch Verdunstung abgeben können.
Mit der Ablösung der Stückgutschiffe durch Containerschiffe ist der Gebrauch von Garnier zum größten Teil obsolet geworden.